# 테르프시코레

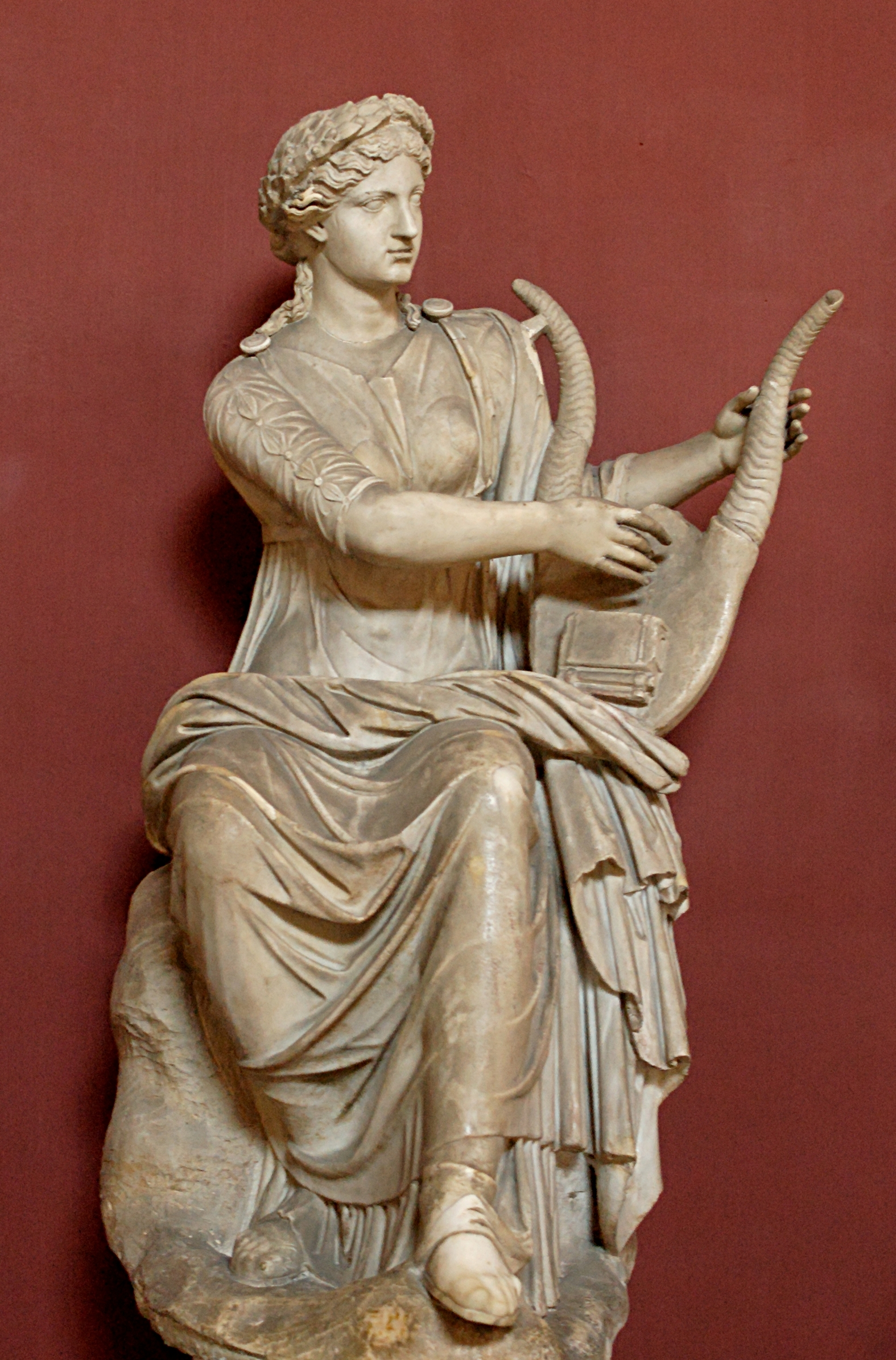
테르프시코레, 무용의 무사

테르프시코레(Terpsichore, 춤의 기쁨)는 그리스 신화에 나오는 무사의 하나로 무용을 맡고 있는 여신이다. 아홉 무사이 중의 한 명으로, 극의 합창을 맡기도 한다. '무용의'라는 뜻의 "terpsichorean"는 테르프시코레의 이름에서 온 것이다. 그녀는 무용단의 음악과 함께 리라를 들고 앉아 있는 모습으로 묘사된다. 아켈로우스와의 사이에서 사이렌을 낳았다고도 한다.
테르프시코레는 헤시오도스의 신통기에서 다른 무사들과 함께 서술되어 있으며, 미카엘 프라이토리우스가 수집해 만든 무용곡 모음집의 이름이기도 하며, 쿠프랭의 곡집 "Pieces de clavecin"의 제2곡에서도 테르프시코레의 이름을 볼 수 있다.

## 같이 보기
- 로도스의 아폴로니오스
- 티모시 간츠
- 헤시오도스